# Spodoptera venosa
Spodoptera venosa är en fjärilsart som beskrevs av Butler 1880. Spodoptera venosa ingår i släktet Spodoptera och familjen nattflyn. Inga underarter finns listade i Catalogue of Life.